# La Villedieu (Charente-Maritime)
La Villedieu is een gemeente in het Franse departement Charente-Maritime (regio Nouvelle-Aquitaine) en telt 264 inwoners (1999). De plaats maakt deel uit van het arrondissement Saint-Jean-d'Angély.

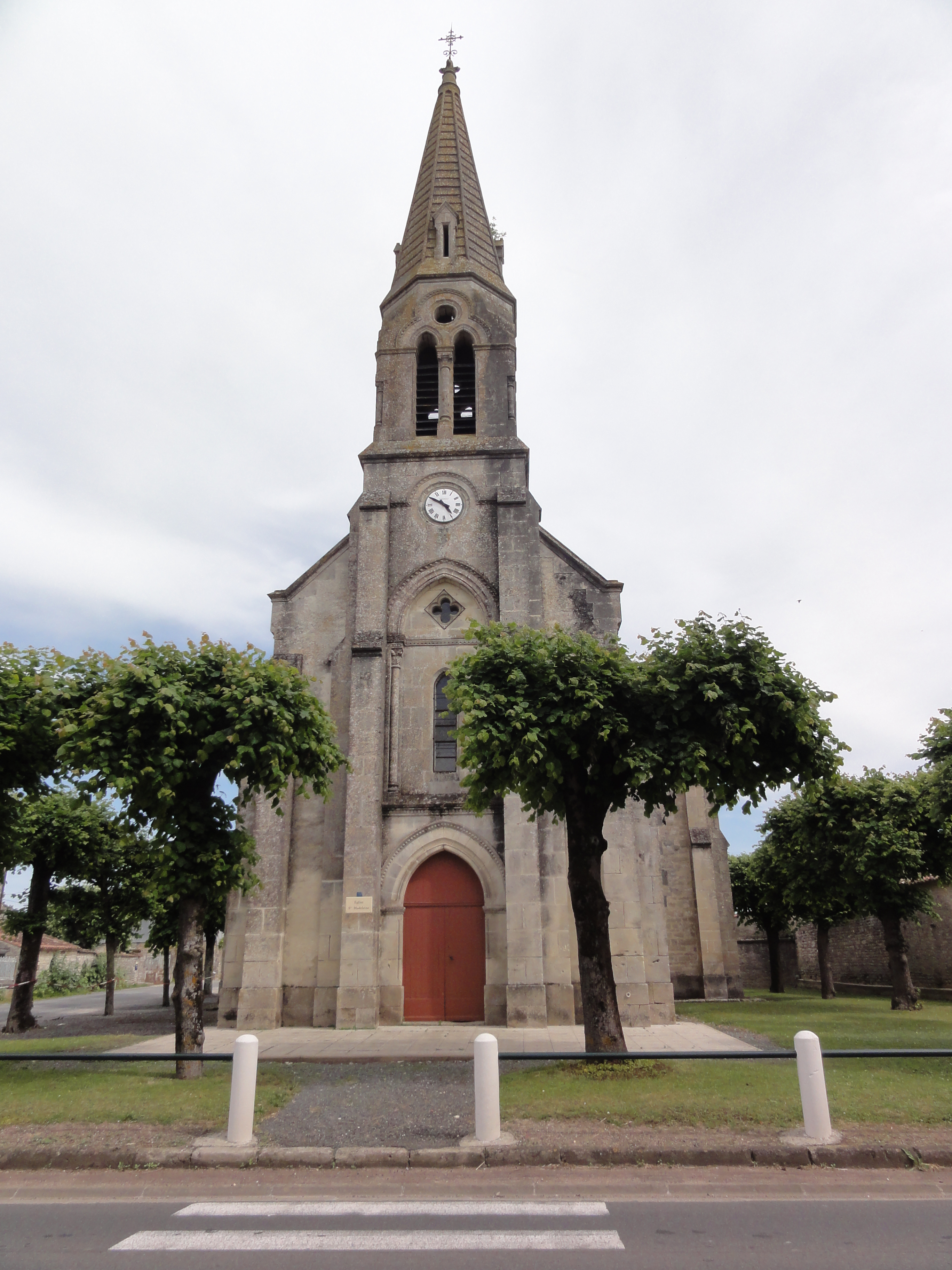
Kerk van La Villedieu
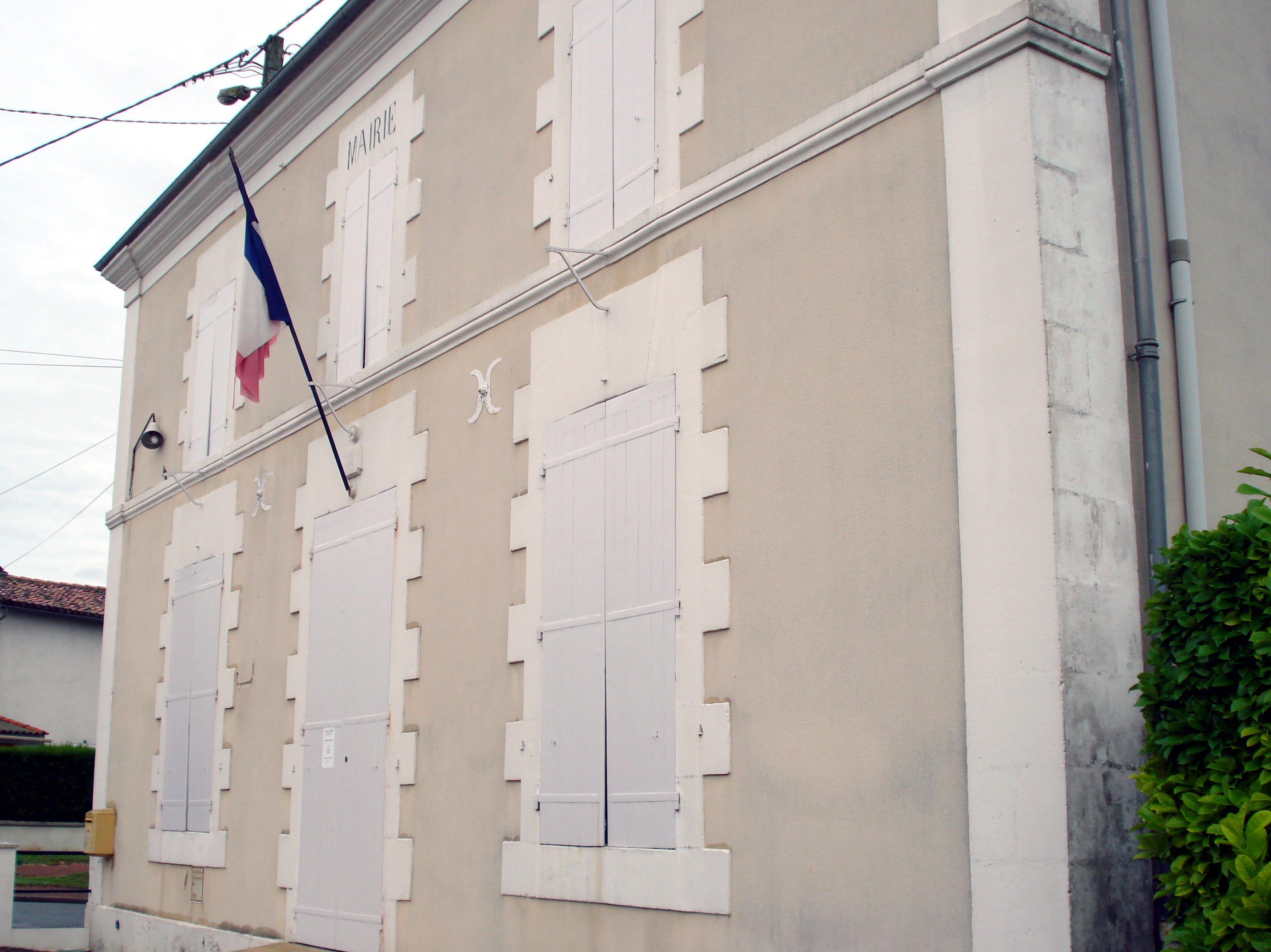
Gemeentehuis

## Geografie
De oppervlakte van La Villedieu bedraagt 21,5 km², de bevolkingsdichtheid is 12,3 inwoners per km².
De onderstaande kaart toont de ligging van La Villedieu (Charente-Maritime) met de belangrijkste infrastructuur en aangrenzende gemeenten.

## Demografie
Onderstaande figuur toont het verloop van het inwonertal (bron: INSEE-tellingen).